# 밀양 표충사 아미타불회도
밀양 표충사 아미타불회도(表忠寺 阿彌陀佛會圖)는 대한민국 경상남도 밀양시 단장면 구천리, 표충사에 있는 불화이다. 
2008년 1월 10일 경상남도의 유형문화재 제468호 표충사 아미타후불탱으로 지정되었다가, 2018년 12월 20일 현재의 명칭으로 변경되었다.

## 개요
표충사 서래각(西來閣)에 봉안되어 있는 이 아미타후불탱은 선본채색(綿本彩色)에 액자(額子) 형태로 제작된 탱화이다. 화면 중앙의 아미타불을 주존으로 하여 그 좌우에 관세음, 대세지, 문수, 보현, 준제, 지장보살 등의 6대 보살과 6대 제자, 4천왕, 2금강 등이 묘사 되어 있다. 이 아미타후불탱은 현재 나무로 된 틀을 액자 앞쪽에 다시 마련하여 벽면 쪽에 고정되어 있다. 
표충사 서래각 아미타후불탱은 화면 중앙에 아미타 구품인을 결한 주존을 크게 배치한 후 그 아래쪽인 화면 하단에 좌우협시보살인 관세음과 대세지보살 및 사천왕상 2위씩 배치하고 있다. 화면 중단 본존의 좌우에는 문수, 보현, 준제, 지장보살을 묘사하고 있고, 화면 상단에는 가섭, 아난 등의 6대 제자 및 2금강을 각각 대칭적으로 그려놓고 있다. 또한 화면 중단과 상단의 공간처리 및 화면 상단 여백에는 구름을 표현하고 있다.
아미타불은 중간계주와 정상계주가 있는 높은 육계에 눈, 코, 등이 작게 묘사된 둥그런 얼굴 형태를 지닌 원만한 상호를 하고 있다. 육신면에는 육색으로 처리한 후 가는 담묵선으로 윤곽선을 긋고 있다. 가슴 앞까지 들어올린 오른손은 엄지와 중지를 구부리고 있으며, 왼손은 하복부 쪽으로 내린 채 엄지와 검지를 구부린 아미타구품인을 결한 모습이다. 적색의 대의에는 활달한 필치의 굵은 담묵선의 묘선(描線)이 있으며, 그 가장자리 띠 장식에는 연화문을 시문(施文)하고 있다. 가슴 쪽의 군의 매듭은 적색으로, 오른손 아래의 장삼과 발목의 풀잎 모양 장식에는 하엽색으로, 대의의 속단 부분에는 삼청과 청색으로 채색되어 있다. 본존의 원형 두광에는 하엽색을 바탕색으로 하였고, 신광 바탕에는 분홍, 하엽, 황, 삼청색 순으로 광선처리된 후 그 윤곽선에는 분홍, 적, 하엽, 삼청, 백색 순으로 그어져 있다.
화면 하단의 좌우협시보살은 각각 중앙 쪽으로의 3/4 측면관을 한 좌우대칭적인 모습을 하고 있는데, 다만 관세음보살은 화불(化佛)이 있는 보관(寶冠)을 쓰고 정병(淨甁)이 얹혀져 있는 연꽃가지를 손에 들고 있고, 대세지보살은 주자(注子_가 있는 보관에 경책(經冊)이 얹혀져 있는 연꽃가지를 손에 들고 있다. 또한 두 협시보살 원형 두광의 바탕처리는 화면 속 다른 등장인물과는 달리 엷은 먹으로 되어 있기도 하다. 또한 하단 화면 좌우 바깥쪽에는 무릎을 꿇은 채 합장하고 있는 지국천, 증장천왕과 탑을 든 다문천, 용과 여의주를 쥔 광목천 등의 사천왕이 배치되어 있다.
화면 중단 본존 좌우에 배치되어 있는 보살들은 본존 쪽으로 몸을 튼 3/4 측면관하고 있는데, 문수와 보현보살은 합장을 한 모습이고 준제보살과 지장보살은 각기 여의두(如意頭)와 육환장(六環杖)을 지니고 있다. 화면 상단에는 하엽색의 원형 두광과 합장을 하고 있는 가섭과 아난존자를 본존 후면에 먼저 배치한 후 화면 향 우측에는 작은 사자를 손바닥에 두고 희롱하는 2위의 제자상과 검을 들고 있는 금강역사를, 향좌측에는 경전을 펴서 논하고 있는 2위의 제자상과 손을 모아 쥔 금강역사를 묘사하고 있다. 그리고 화면 중단의 보살상 후면과 화면 상단 여백에 구름을 묘사하여 공간감과 함께 여백처리를 하고 있다.
표충사 서래각 아미타후불탱은 전체적으로는 적색과 녹색 안료를 주조색으로 하여 밝은 색조의 분홍색이라든가 삼청색 등을 군데군데 가미한 설채법(設彩法)을 보여주고 있다. 또한 구름 문양의 채색에는 자색(紫色)을 바른 후 바림질하고 있고, 사천왕의 투구와 특히 다문천의 보탑에도 금박이 입혀져 있기도 하다. 그리고 각 윤곽선과 묘선들은 필력이 뛰어난 담묵선으로 처리되어 있으나 제자상과 신장상의 육신선은 갈색으로 처리되어 있다.
화면 하단 좌우 가장자리에 마련된 적색 바탕에 묵서되어 있는 화기(畵記)에 의하면 함풍(咸豊) 11년(1861) 표충사 만일회(萬日會)와 관련하여 조성된 후불탱임을 밝히고 있다. 따라서 이 탱화는 철종 11년(1860) 월암선사가 중생을 구제하고자 사부대중과 함께 만일회를 결성하여 정진할 때 아미타불의 48대서원을 상징하는 48칸 108평의 만일루(萬日樓) 즉, 무량수각(無量壽閣) 또는 서래각(西來閣)이라는 현판이 붙은 전각을 세우고 아미타불을 봉안한 후 그 후불탱으로서 이 탱화를 조성한 것임을 알 수 있다.

## 참고 문헌
- 밀양 표충사 아미타불회도 - 국가유산청 국가유산포털